# 무적전설
《무적전설(無敵傳設)》은 대한민국의 싱어송라이터 이승환의 두 번째 라이브 앨범이다.

## 같이 보기
- 이승환 디스코그래피
- 이승환 콘서트